# كيك سوتش
كيك سوتش (بالفارسية: کیک سوچ) هي منطقة سكنية تقع في قسم باهوكلات الريفي (مقاطعة تشابهار) في إيران. يقدر عدد سكانها بـ 1,612 نسمة .